# Rhopalothrix
Rhopalothrix is een geslacht van mieren uit de onderfamilie van de Myrmicinae. De wetenschappelijke naam van het geslacht is voor het eerst geldig gepubliceerd in 1870 door Gustav Mayr. Mayr beschreef ook de typesoort Rhopalothrix ciliata die was ontdekt in Nieuw-Granada, dat grotendeels overeenkomt met het hedendaagse Colombia.

## Soorten
De meeste soorten uit dit geslacht komen voor in het Neotropisch gebied, vooral in Midden-Amerika. Enkele uitzonderingen zijn Rhopalothrix diadema uit Nieuw-Guinea en Rhopalothrix orbis uit Australië.
Longino en Boudinot rekenden volgende soorten tot dit geslacht:
- Rhopalothrix andersoni Longino & Boudinot, 2013 (Honduras)
- Rhopalothrix apertor Longino & Boudinot, 2013 (Costa Rica)
- Rhopalothrix atitlanica Longino & Boudinot, 2013 (Guatemala)
- Rhopalothrix isthmica (Weber, 1941) (Panama tot Guatemala)
- Rhopalothrix kusnezovi Brown & Kempf, 1960 (Argentinië)
- Rhopalothrix megisthmica Longino & Boudinot, 2013 (Guatemala, Mexico)
- Rhopalothrix nubilosa Longino & Boudinot, 2013 (Costa Rica)
- Rhopalothrix plaumanni Brown & Kempf, 1960 (Brazilië)
- Rhopalothrix stannardi Brown & Kempf, 1960 (Mexico, Guatemala)
- Rhopalothrix subspatulata Longino & Boudinot, 2013 (Costa Rica, Nicaragua)
- Rhopalothrix therion Longino & Boudinot, 2013 (Costa Rica tot Honduras)
- Rhopalothrix triumphalis Longino & Boudinot, 2013 (Mexico)
- Rhopalothrix weberi Brown & Kempf, 1960 (Cuba, Honduras tot Mexico)
- Rhopalothrix ciliata Mayr, 1870 (Colombia)
- Rhopalothrix diadema Brown & Kempf, 1960 (Nieuw-Guinea)
- Rhopalothrix orbis Taylor, 1968 (Australië)

(de laatste drie beschouwden ze als incertae sedis).
Het zijn zeldzame roofmieren die leven in kleine kolonies. Ze vangen kleine, zachte ongewervelde diertjes met hun mandibels. Ze houden zich meestal op in de bladafvallaag op de bodem van regenwoud. Nesten maken ze vermoedelijk in de ondiepe bodem.